# Калуга
 Тази статия е за град Калуга.  За рибата калуга вижте Калуга (риба).  
Калуга (на руски: Калуга) е град в Русия, административен център на Калужка област. Населението на града към 1 януари 2018 е 340 851 души.

## История
За пръв път селището е упоменато през 1371 година.

## География
Градът се намира на 190 метра надморска височина, на 190 км югозападно от столицата Москва.

## Личности
- Георгий Жуков – маршал на Съветския съюз, роден в с. Стрелковка, близо до Калуга.